# Imola
Pour les articles homonymes, voir Imola (homonymie).

Imola (Jômla en dialecte romagnol) est une ville italienne de la ville métropolitaine de Bologne en Émilie-Romagne.
Elle est plus particulièrement connue pour le circuit Enzo et Dino Ferrari sur lequel se courait de 1981 à 2006, le Grand Prix automobile de Saint-Marin et depuis 2020, le Grand Prix automobile d'Émilie-Romagne comptant pour le championnat du monde Formule 1. La course, qui porte le nom de la république de Saint-Marin, elle-même trop petite pour accueillir un Grand prix automobile, est généralement associée au nom d'« Imola ».

## Géographie
La commune d’Imola s’élève au milieu de la Plaine du Pô à une altitude variant de 7 à 323 mètres (47 mètres devant la mairie), sur la via Emilia entre Bologne (33 km à l’ouest) et Faenza (RA, 16 km à l’est). La commune est traversée du Nord au Sud par la route nationale SS610 qui mène de Argenta (FE) (31 km) à Firenzuola (FI, Toscane). Cette route relie également la commune à l’autoroute A14 Bologne-Ancône et A14bis pour Ravenne (30 km).
Bien que faisant partie de la ville métropolitaine de Bologne en Émilie, Imola avec Mordano, fait partie de la sous-région de Romagne et en est la cinquième commune la plus peuplée après Ravenne, Rimini, Forlì et Cesena.
Imola est située sur la rive gauche du fleuve Santerno et est desservie par la ligne de chemin de fer Milan-Ancône qui divise la commune en deux parties : la cité urbaine au Sud et la zone industrielle au Nord, entre la voie ferrée et l’autoroute A14 ; le reste du territoire n’est qu’une immense plaine agricole très fertile.
Grandes villes voisines :
- Bologne 33 km
- Faenza 16 km
- Ravenne 30 km
- Milan 234 km
- Florence 75 km
- Padoue 118 km
- Turin 329 km

Les communications aériennes sont assurées par les aérodromes de Bologne (39 km), Forli (33 km), Florence (73 km), Rimini (80 km) et Lucques (108 km).

## Histoire
L’histoire d'Imola débute dès l’Antiquité et est liée à l’établissement des Étrusques en Toscane et dans la plaine du Pô et surtout aux Romains qui, pour conquérir la péninsule italienne, construisirent des voies de communication et particulièrement la via Emilia qui traverse la plaine et passe au centre de la ville d’Imola. Cette situation géographique au milieu d’une plaine fertile, entre de grands centres comme Bologne, Ferrare, Forlì, Florence, entre des régions disputées par les Lombards, les Byzantins, l’état pontifical, les guerres d’influence franco-autrichiennes et l’idéal d’unification de Giuseppe Garibaldi, etc. ne pouvait qu’influencer d’histoire de la cité. 

### Antiquité
La zone d’Imola fut fréquentée par des populations préhistoriques et protohistoriques, bien avant la civilisation romaine qui sur les pas des Étrusques développèrent et améliorèrent les conditions de vie dans cette zone de la valle Padusa par la centuriation des zones marécageuses.
La cité antique (Forum Cornelii) était ceinte d'une muraille autour de laquelle un fossé était alimenté en eau par un canal. Ce canal prenait l'eau du fleuve Santerno à 6 km au sud de la cité, faisait le tour des murs et repartait vers le nord jusqu'au port lagunaire de Conselice puis de là les barques rejoignaient le Pô de Primaro pour descendre à la mer ou remonter vers l'intérieur du territoire. Les fonctions de ce canal étaient principalement la protection, la navigation, l'irrigation et la force motrice pour les moulins.   

### Moyen Âge
Le déclin de la civilisation romaine et les invasions barbares qui suivirent, n’apportèrent que destruction et inculture. L’opposition entre différentes tribus venues du Nord de l’Europe et d’Orient se solda, pendant des siècles, par des massacres alimentés par des différends culturels, raciaux, religieux et financiers.
Après l’avènement du royaume d'Italie (Saint-Empire Romain), l’opposition entre les différentes seigneuries aux mains de familles nobles instrumentalisées par la papauté de Rome, la commune d’Imola ne connut qu’un semblant de calme et de développement qu’au début du XVIe siècle.

### Époque moderne

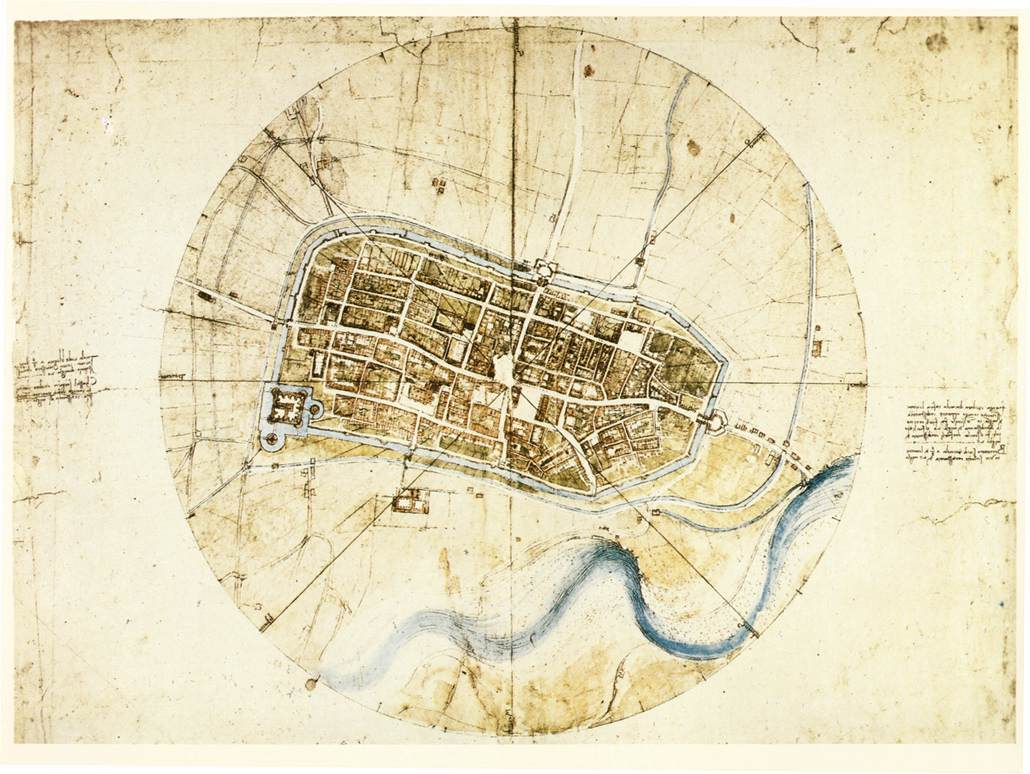
Plan d’Imola réalisé par Léonard de Vinci en 1502.

Après une période de troubles, le Risorgimento sonna pour l’Italie une ère de liberté et d’union nationale dont Imola sut tirer parti. La politique de bonification des terres marécageuses, la canalisation des fleuves et torrents, permit de considérablement augmenter la superficie des terres cultivables et donner à la région un essor économique qui lui profite encore à l’heure actuelle.

### LeXXesiècle

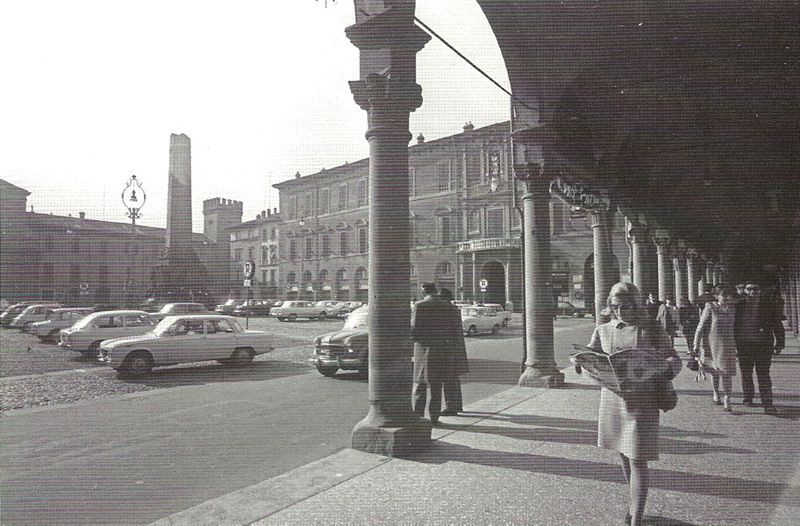
Piazza Matteotti dans les années 1960.

Ce siècle marque le début de l’industrialisation, des progrès sociaux, mais aussi les deux guerres mondiales.
La deuxième moitié du siècle marque un nouvel essor économique plus orienté vers l’industrie mécanique et le tourisme.

## Monuments et lieux d’intérêt
- la Rocca Sforzesca
- le Palazzo Machirelli
- le théâtre communal
- le Palazzo Monsignani
- le Palazzo Della Volpe
- la Pinacothèque communale
- les Bastions du Port'Appia
- le Palazzo Calderini
- le Palazzo Pighini
- le Palazzo communal
- la Piazza Matteotti
- le Palazzo Sersanti
- le Palazzo Tozzoni
- le Palazzo Vescovile
- la Casa Della Volpe
- la Porta Montanara

- la cathédrale d'Imola

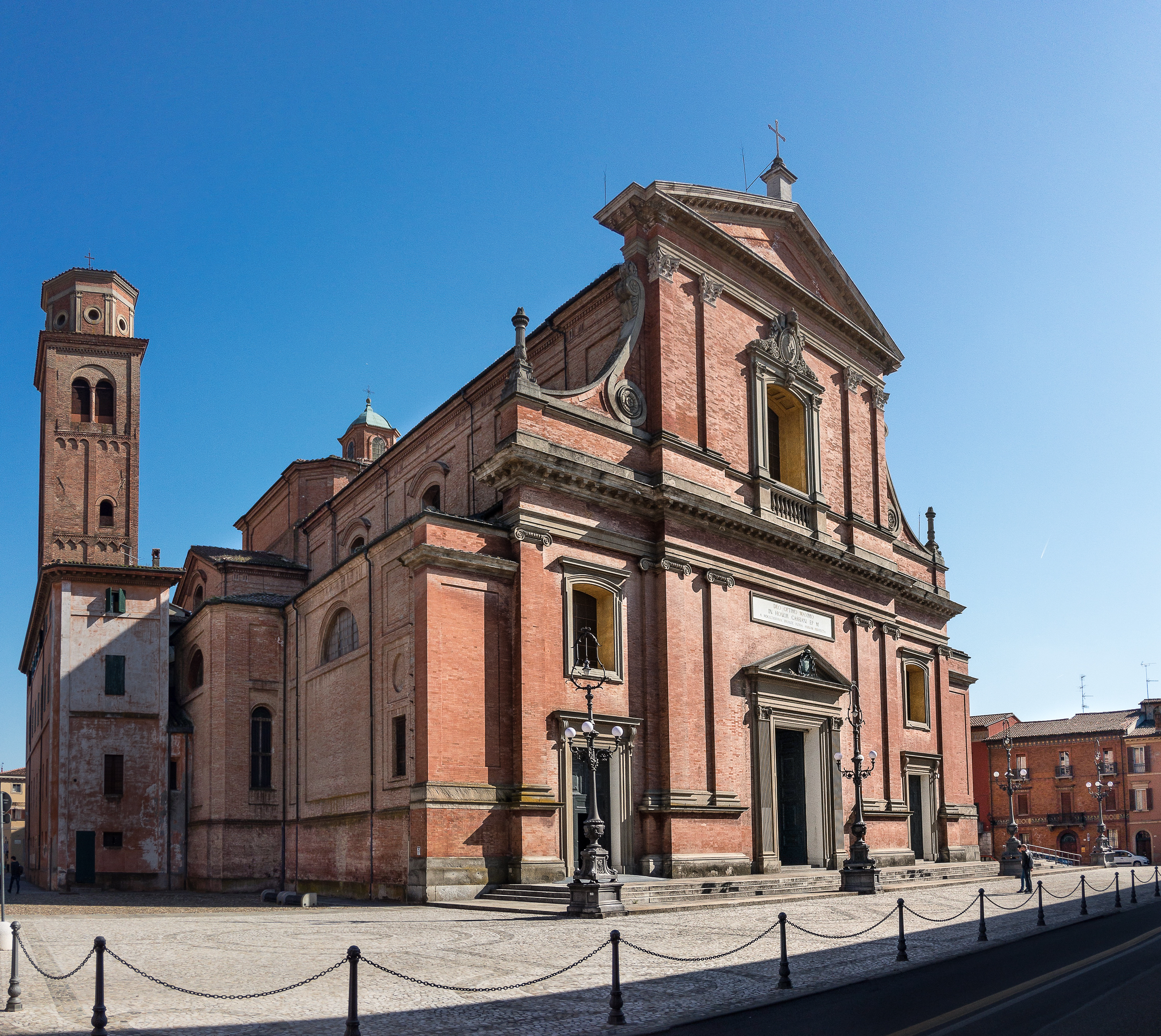
Cathédrale d'Imola

- la Basilique Santuario della Beata Vergine del Piratello
- le Parc eaux minérales, vaste zone au-delà du fleuve Santerno.

- le Parc Tozzoni, vaste zone en colline à la limite de la cité.
- la Réserve Naturelle Regionale de la forêt de la Frattona.
- la Villa Muggia de Piero Bottoni

## Administration
| Période                                  | Période      | Identité          | Étiquette           | Qualité |
| ---------------------------------------- | ------------ | ----------------- | ------------------- | ------- |
| avril 2008                               | janvier 2018 | Daniele Manca     | Parti démocrate     |         |
| janvier 2018                             | juin 2018    | Adriana Cogode    |                     |         |
| juin 2018                                | En cours     | Manuela Sangiorgi | Mouvement 5 étoiles |         |
| Les données manquantes sont à compléter. |              |                   |                     |         |

### Hameaux
Casola Canina, Chiusura, Fabbrica, Giardino, Linaro, Montecatone, Piratello, Ponticelli, San Prospero, Sasso Morelli, Selva, Sesto Imolese, Spazzate Sassatelli, Zello

### Communes limitrophes
Argenta (31 km), Bagnara di Romagna (RA, 10 km), Borgo Tossignano (13 km), Casalfiumanese 10 km), Castel Bolognese (RA, 8 km), Castel Guelfo di Bologna (9 km), Conselice (RA, 20 km), Dozza (7 km), Massa Lombarda (RA, 14 km), Medicina (15 km), Mordano (9 km), Riolo Terme (RA, 9 km), Solarolo (RA, 10 km)

## Population

### Évolution de la population en janvier de chaque année
| 1861   | 1901   | 1921   | 1951   | 1961   | 1971   | 1981   | 1991   | 2001   |
| ------ | ------ | ------ | ------ | ------ | ------ | ------ | ------ | ------ |
| 26 313 | 33 144 | 37 718 | 45 350 | 51 289 | 57 224 | 60 661 | 62 567 | 64 348 |

| 2012   | - | - | - | - | - | - | - | - |
| ------ | - | - | - | - | - | - | - | - |
| 69 283 | - | - | - | - | - | - | - | - |

### Ethnies et minorités étrangères
Selon les données de l’Institut national de statistique (ISTAT) au 1er janvier 2011, la population étrangère résidente était de 6 184 personnes.
Les nationalités majoritairement représentatives étaient :
| Pos. | Pays     | Population |
| ---- | -------- | ---------- |
| 1    | Roumanie | 1 579      |
| 2    | Maroc    | 1 189      |
| 3    | Albanie  | 907        |
| 4    | Tunisie  | 345        |
| 5    | Ukraine  | 334        |
| 6    | Pologne  | 303        |
| 7    | Moldavie | 216        |
| 8    | Pakistan | 120        |
| 9    | Chine    | 97         |
| 10   | Nigeria  | 73         |

## Culture
- La Bibliothèque communale ouverte dès 1799. Archives historiques de la cité.
- la Casa Piani, la bibliothèque communale pour enfants.
- la bibliothèque du Séminaire
- la bibliothèque du C.I.D.R.A (Centre imolese documentation Résistance antifasciste).
- le Centre d’études de la nature;
- la collection d’armes et céramiques de la Rocca Sforzesca;
- le musée diocèsien Pio IX;
- le musée G. Scarabelli;
- le musée de San Domenico - Pinacothèque ;
- le musée du C.I.D.R.A;
- le musée de la Coopérative Céramique.
- le  théâtre communal Ebe Stignani;
- le théâtre communal Osservanza;
- le théâtre Lolli.

## Fêtes et évènements
- la Foire agricole du Santerno.
- la CRAME foire d’échange à mi-septembre.
- les Bacchanales : antique fête religieuse en novembre, thèmes divers autour de la gastronomie.
- Imola en musique le premier weekend de juin, concerts, spectacles de rue.
- CortoImola Festival, concours international de court métrage.
- Carneval des Fantaveicoli, concours d’engins de transport improbables et bizzares.

## Personnalités liées à Imola
Antiquité
- Martial (poète), (40-140) poète latin
- Cassien d'Imola († 303/305) martyre, patron de la cité.
- Pierre Chrysologue († 450), archiprêtre de Ravenne ;

Moyen Âge
- Maghinardo Pagani (ante 1250-1302), condottiere et seigneur de la ville
- Benvenuto Rambaldi (1338-1388), commentateur dantesque

XVIe et XVIIe siècles
- Lavinia Fontana, peintre et femme de Giovanni Paolo Zappi
- Alexandre VII (1655-1667), évêque de Imola, cardinal et pape
- Antonio Maria Valsalva (1666-1723), médecin

XVIIIe siècle
- Giovanni Domenico Ferretti (1692-1768), peintre florentin dit L'Imola
- Cosimo Morelli (1732-1812), architecte
- Angelo Gottarelli (1740-1813), peintre, mort à Imola
- Juan Ignacio Molina (1740-1829), religieux jésuite chilien, botaniste
- Pie VII (1742-1823), évêque d’Imola, cardinal et pape
- Antonio Lamberto Rusconi (1743-1825), évêque d’Imola et cardinal

XIXe siècle
- Mons. Giacomo Giustiniani (1769-1843), évêque d’Imola et cardinal
- Mons. Gaetano Baluffi, (1788-1866), évêque d’Imola et cardinal
- Pie IX (1792-1878), évêque d’Imola, cardinal et pape
- Cincinnato Baruzzi (1796-1878), sculpteur
- Mons. Vincenzo Moretti (1815-1881), évêque d’Imola et cardinal
- Quinto Cenni, peintre (1845-1917)
- Andrea Costa (1851-1910), homme politique

XXe siècle
- Diego Ronchini (1935-2003), champion cycliste sur route
- Ebe Stignani (1903-1974), chanteuse lyrique
- Piero Buscaroli, historien de la musique, écrivain et journaliste
- Stefano Domenicali, directeur sportif de la Scuderia Ferrari
- Fausto Gresini (1961-2021), champion du monde de motocyclisme
- Pier Luigi Ighina, pseudo-scientifique'
- Vincenzo Maenza (1962-), champion olympique de lutte gréco-romaine.
- Moreno Mannini, footballeur
- Rosanna Marani, journaliste et présentatrice TV
- Giancarlo Marocchi, footballeur
- Andrea Minguzzi, champion de lutte gréco-romaine
- Massimo Montanari, historien

XXIe siècle
- Giuliano Poletti (1951), ministre italien du Travail du gouvernement Renzi depuis 21 février 2014

## Économie
Le territoire d’Imola présente une vaste gamme d’entreprises, petites et moyennes, qui vont de l’agriculture à l’industrie de pointe.
- Société coopérative de la céramique depuis 1874,
- Machines agricoles,
- Matériel électrique,
- Industrie agro-alimentaire

## Jumelage
- Pola (Croatie)
- Colchester (Angleterre)
- Gennevilliers (France)
- Weinheim (Allemagne)

## Sport mécanique à Imola

### Motocyclisme

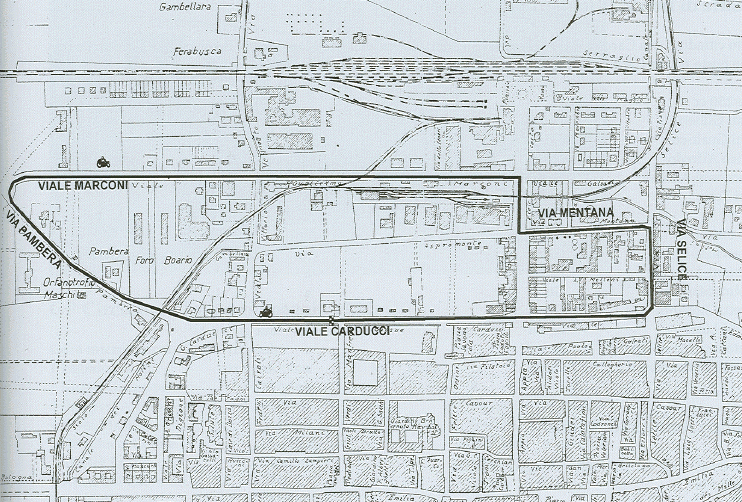
Plan du premier circuit d’Imola (1946).

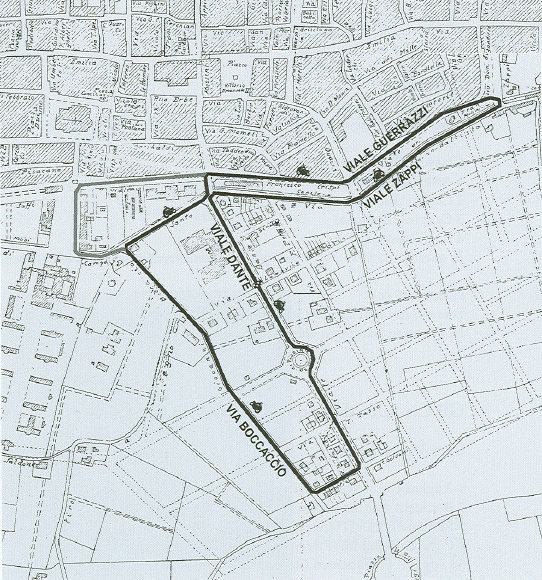
Plan du second circuit d’Imola 1947 à 1950.

La première compétition de motocyclisme organisée à Imola se disputa le 18 juillet 1926. Le parcours de l’époque se faisait sur routes publiques normales, sur un tracé de 12,100 km.
Le 23 mai 1948, se disputa le premier grand prix international de motocyclisme organisé en Italie.
À partir de 1972, la compétition se déroula à l'Autodrome les 200 Miglia d'Imola, la dernière édition eut lieu en 1985.

### Automobile
La cité est le siège de l’autodrome « Enzo e Dino Ferrari », où se dispute le Grand Prix automobile de Saint-Marin de Formule 1, dont la dernière édition sur ce circuit eut lieu en 2006. Le circuit fait son retour en Formule 1 en 2020, où il s'y dispute le Grand Prix automobile d'Émilie-Romagne.
L'autodrome Enzo et Dino Ferrari est tristement célèbre pour la mort du champion brésilien Ayrton Senna le 1er mai 1994 et celui de Roland Ratzenberger le jour précédent au cours des essais.
L'usine de production de voiturettes du constructeur Tazzari est installée à Imola. Elle produit aussi la Microlino de Micro Mobility Systems.

## Autres Sports
La ville d'Imola a accueilli quatre fois une arrivée du Tour d'Italie.
| Année | Vainqueur      | Etape |
| ----- | -------------- | ----- |
| 1968  | Marino Basso   | 15e   |
| 1992  | Roberto Pagnin | 11e   |
| 2015  | Ilnur Zakarin  | 11e   |
| 2018  | Sam Bennett    | 12e   |

En 2020, la ville accueille du 24 au 27 septembre les Championnats du monde de cyclisme sur route, initialement prévus à Aigle-Martigny en Suisse, mais finalement reprogrammés par l'UCI, en raison de la pandémie de Covid-19.

## Note
1. ↑  « https://demo.istat.it/?l=it »

## Sources
- (it) Cet article est partiellement ou en totalité issu de l’article de Wikipédia en italien intitulé « Imola » (voir la liste des auteurs) le 26/11/2012.